# Federale Universiteit van Rio de Janeiro

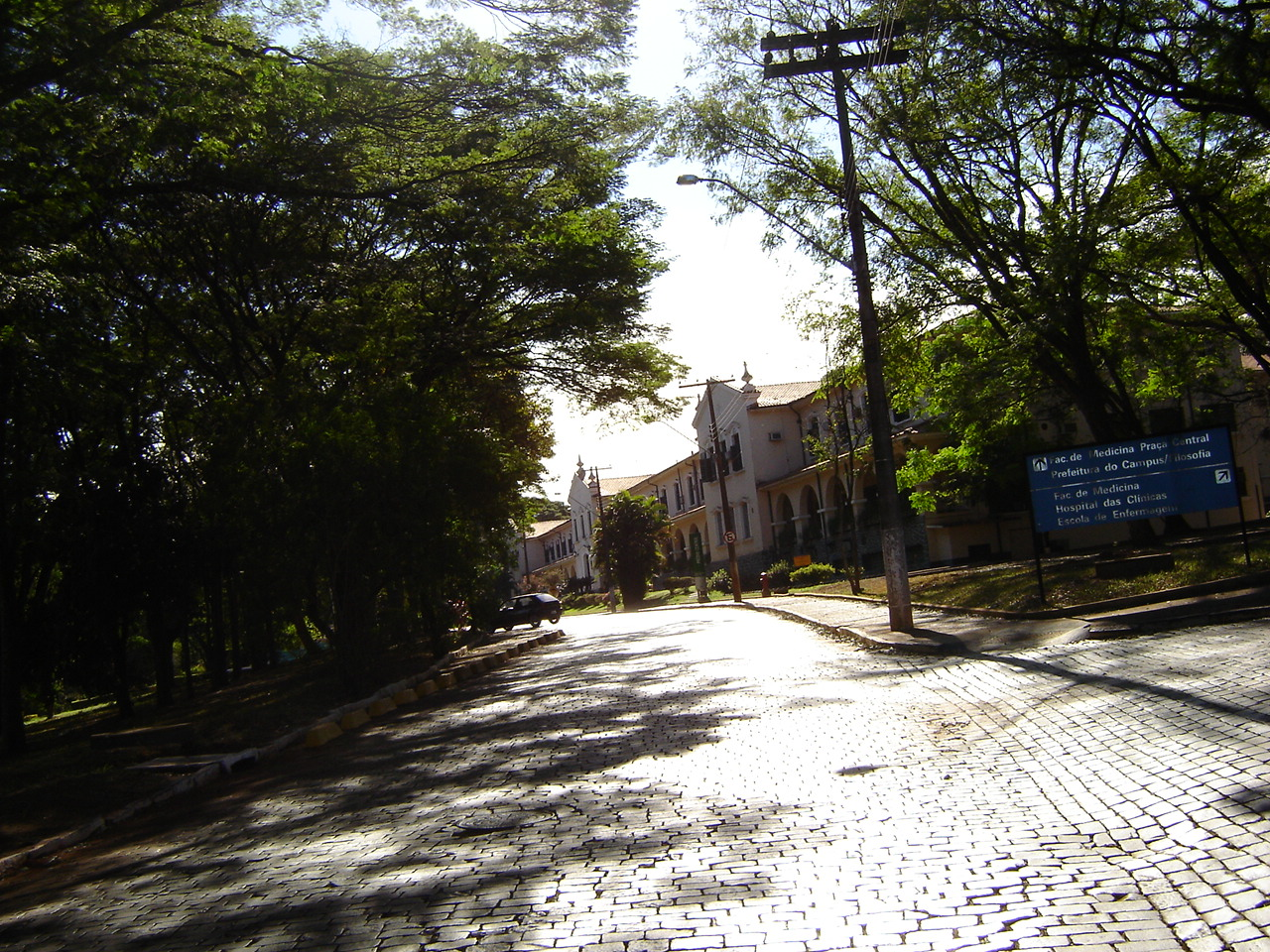
Faculteit Geneeskunde

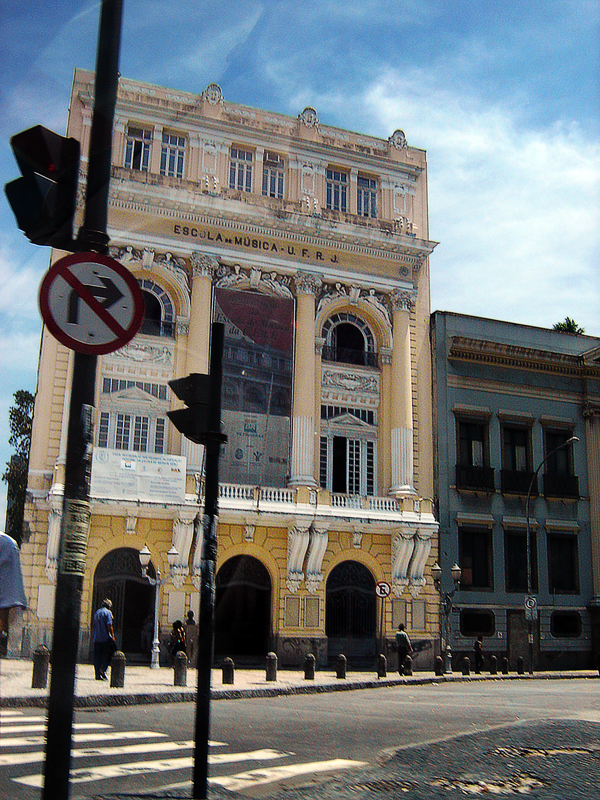
Escola de Música

De Universidade Federal do Rio de Janeiro is de grootste staatsuniversiteit van Brazilië, gesticht in 1920 en gevestigd in Rio de Janeiro.
Er zijn drie campussen: Fundão island, Praia Vermelha en IFCS en twee dislocaties.
De universiteit werd opgericht onder de naam Universidade do Rio de Janeiro op 7 september 1920, hernoemd tot Universidade do Brasil op 5 juli 1937 en in 1965 tot Federal University of Rio de Janeiro. Sinds 2000 wordt de instelling officieel aangeduid als Federal University of Rio de Janeiro, hetzij als Universidade Federal do Rio de Janeiro.
De oudste departementen bestonden reeds als onafhankelijke hogescholen in de koloniale periode: de Polytechnische School (1792) en de Faculteit Geneeskunde (1808) of vóór de republiek: de Faculteit Rechten (1882).